# 제임스 포튼

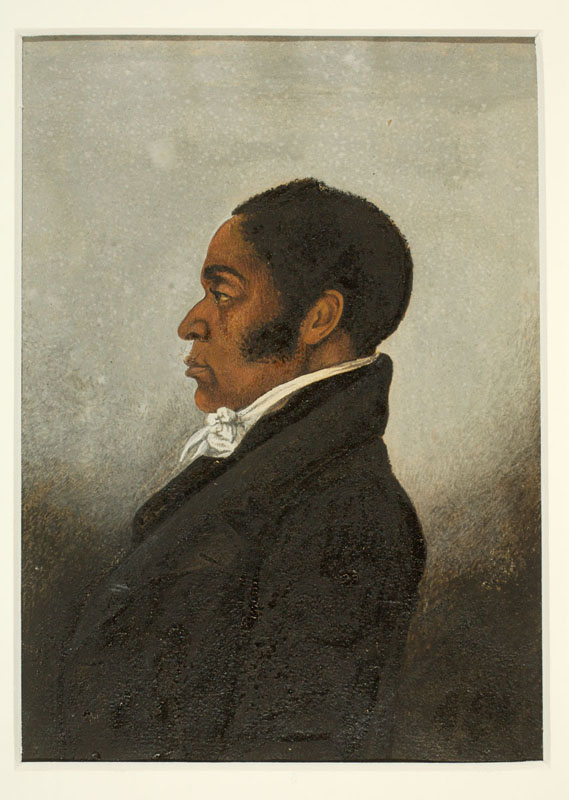

제임스 포튼(James Forten)은 미국의 노예 해방을 위해 일했던 사람이다. 그는 필라델피아의 부유한 사업가였고 해방을 위해 일하는 아프리카계 미국인의 자금을 돕기도 하였다. 1800년에 그는 국회에게 노예 해방을 요구하는 청원서를 제출하기도 하였다.